# Mit o Nanautzin i Tlahuizcalpantecutli
Mit o Nanautzin i Tlahuizcalpantecutli – aztecki mit związany z Tlahuizcalpantecutli, w którym przeistacza się on w boga słońca i choroby Nanautzinem.

## Treść mitu
Słońce stało wówczas nieruchomo na niebie i nie ruszało się z miejsca. Bogowie zmartwieni tym faktem wysłali do niego posłańca Itztlotli („Krogulec z Obsydianu”) by ten zapytał go o przyczynę bezruchu. Posłaniec przybywszy do Słońca usłyszało w odpowiedzi: Gdyż pragnę ich krwi i królestwa. Po powrocie Itzlotli bogowie zaczęli się naradzać a rozgniewany Tlahuizcalpantecutli zaproponował rzucić w niego strzały by się poruszył i wystrzelił jedną w kierunku Słońca, lecz nie trafił. Rozzłoszczone Słońce poczęło ciskać w niego swe strzały z czerwonymi piórami i uderzył go w twarz lub w czoło. Po tych wydarzeniach Tlahuizcalpantecutli zamienił się w zimnego i kamiennego boga IItztlacoliuhqui/Ixquimilli będącego opiekunem kamienia i rzeczy twardych (obsydianu) oraz karności.